# .338 Lapua
Il .338 Lapua o .338 Lapua Magnum (chiamata anche 8,6 × 70 millimetri o 8,58 × 70 millimetri) è una cartuccia usata per i fucili di precisione.

## Descrizione
È stata sviluppata verso la fine degli anni '80 come cartuccia a lungo raggio e ad alta potenza, per l'uso da parte dei tiratori scelti militari. 
È stata utilizzata nella guerra in Afghanistan e nella guerra in Iraq, potendo penetrare le armature militari da distanze di 1 000 metri (1,090 yd) e potendo un raggio d'azione utile di circa 1 750 metri (1,910 yd). 
La velocità di volata dipende da lunghezza della canna (dell'arma in cui viene usata), carica di polvere da sparo, peso del proiettile, e può variare tra circa 880 e 915 m/s per le versioni commerciali con proiettili da 16,2 g (o 250 grani), corrispondenti a circa 6525 J (4,813 ft⋅lbf) di energia alla volata. La cartuccia ha un diametro medio di oltre 14,3 mm (0.56 in) e una lunghezza totale di 93,5 mm (3.68 in), con un proiettile di calibro 8,6 mm.

## Aspetti progettuali

.338 Lapua Magnum maximum C.I.P.
Tutte le misure in millimetri (mm).

La capacità della cartuccia è di 7,40 ml (114 grani H2O). L'esterno della cartuccia è stato progettato per migliorare l'inserimento e la successiva espulsione nelle armi a otturatore girevole-scorrevole, semi-automatiche, e automatici anche in condizioni estreme.